# Sankt Oswald bei Freistadt
Sankt Oswald bei Freistadt là một đô thị ở huyện Freistadt bang Oberösterreich, nước Áo. Đô thị này có diện tích 40,9 km², dân số thời điểm ngày 31 tháng 12 năm 2005 là 2725 người.